# Ol'ga Sucharnova
Ol'ga Leonidovna Sucharnova (in russo Ольга Леонидовна Сухарнова?; Krasnojarsk, 14 febbraio 1955) è un'ex cestista e allenatrice di pallacanestro sovietica naturalizzata francese.

## Carriera
Ha fatto parte della nazionale sovietica, che vinse tutto negli anni settanta tra Olimpiadi, Mondiali ed Europei.
In patria giocò con lo Spartak Regione di Mosca, per poi chiudere in Francia tra BAC Mirande e Challes-les-Eaux Basket. Vince il titolo di migliore giocatrice del campionato francese nel 1989 e nel 1990 e cinque campionati francesi consecutivi. Inoltre, prende parte all'Eurolega 1991-92, 1992-93 e 1993-94.
Dopo il ritiro, rimane a lavorare per le giovanili del club di Challes-les-Eaux e ottiene la nazionalità francese.

## Palmarès
- Torneo olimpico: 2
Nazionale sovietica: 1976, 1980
- Mondiali: 2
Nazionale sovietica: 1975, 1983
- Europei: 9
Nazionale sovietica: 1972, 1974, 1976, 1978, 1980, 1981, 1983, 1985, 1987
- Campionato sovietico: 1
Spartak Regione di Mosca: 1978
- Campionato francese: 5
Mirande: 1989, 1990; Challes-les-Eaux: 1991, 1992, 1993
- Tournoi de la Fédération: 2
Challes-les-Eaux: 1991, 1993